# Pénzes János (püspök)
Pénzes János (Bajmok, 1943. augusztus 10. –) magyar katolikus pap, nyugalmazott szabadkai püspök.

## Pályafutása
Szülei Pénzes Lázár és Kanyó Mária. Születésekor a Bácska Magyarországhoz tartozott, ezért magyar állampolgárként született. Ezt később újra felvette, amikor lehetővé vált.
Középiskolai tanulmányait a zágrábi klasszikus gimnáziumban végezte 1951 és 1961 között. Teológiai tanulmányait a zágrábi Római Katolikus Hittudományi Karon végezte 1961 és 1969 között. A Pázmány Péter Katolikus Egyetemen licenciátust szerzett. PhD fokozatát 1998-ban szerezte meg Budapesten, disszertációjának címe: Evangelizáció szent Ágoston „De catechizandis rudibus” című művében.
1968-ban Zágrábban szentelte szubdiakónussá és diakónussá Franjo Kuharić bíboros, pappá pedig 1968. június 29-én szentelték Szabadkán. Adán volt káplán (1968–1969), majd a szabadkai Paulinum papnevelő intézetében és gimnáziumában prefektus (1969–1971) és hittanár (1970-től), a szabadkai püspöki iroda jegyzője (1971–1972), Horgoson adminisztrátor (1972–1976), majd ugyanott plébános (1976–1989). Minden évben tartott házszentelést az egész faluban; 1973-ban 832, 1989-ben már 1430 házat szentelt, vízkereszttől március végéig. Ebben az időszakban számos elsőáldozó, bérmálkozó volt.
Plébánosi munkája mellett 1973-tól a jugoszláv püspöki konferencia könyvtár–levéltár–múzeumi tanácsának, 1974-től kateketikai bizottságának volt tagja. A házassági bíróságnál kötelékvédő (1976–1989), 1980-tól a papi szenátus tagja, püspöki tanácsos (1980–1989), szabadka-újvárosi esperes (1981–1989) volt.

### Püspöki pályafutása

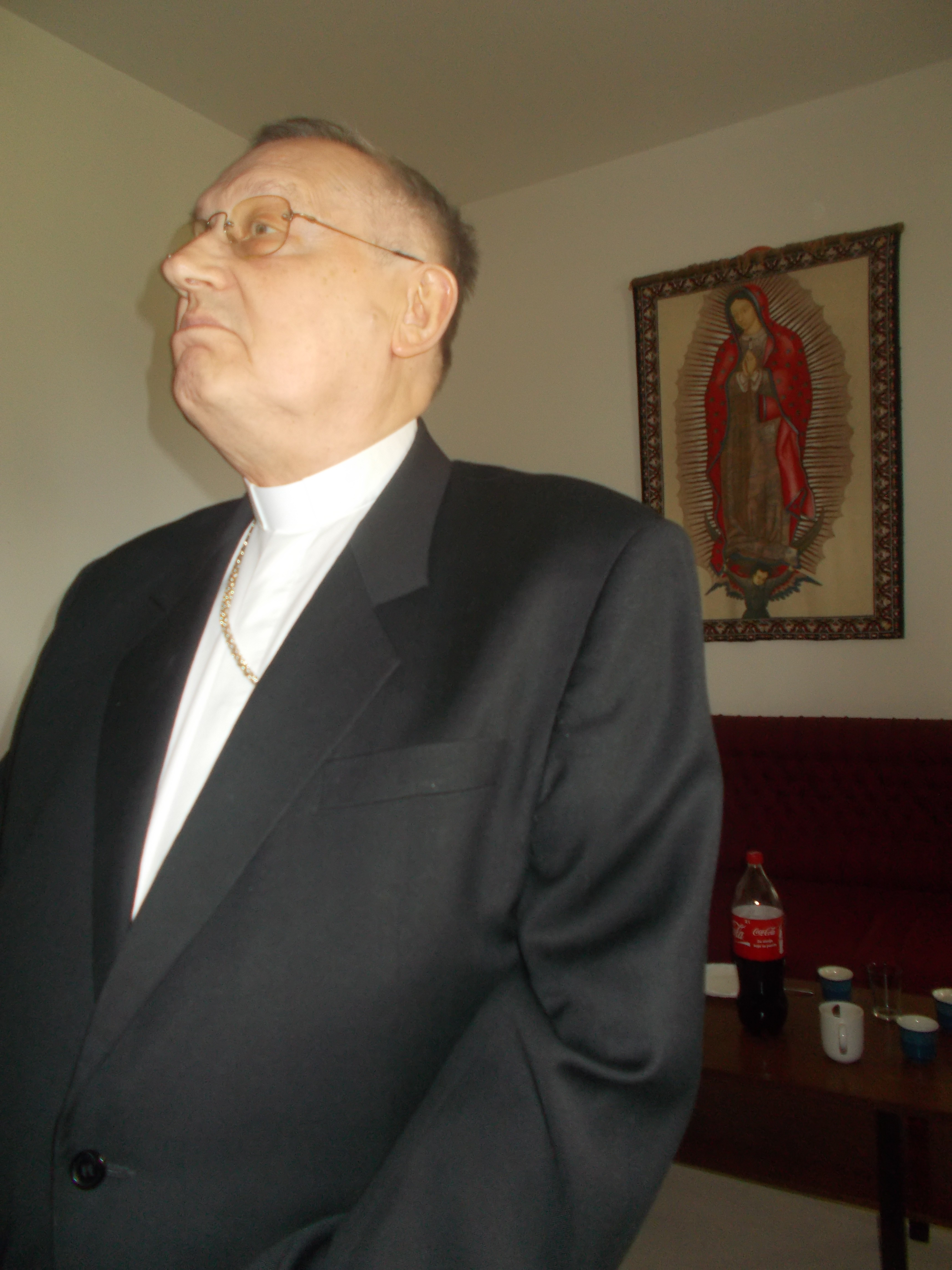
Pénzes János Doroszlón 2016-ban az Irgalmasság éve kezdetén

1989. április 25-én II. János Pál pápa szabadkai püspökké nevezte ki. Június 18-án szentelték püspökké.
Szolgálata kezdetén a fiatal, negyvenes évei elején járó és meglepetésre kinevezett püspök számos nehézséggel szembesült. Jóllehet az egyházmegye magyar többségű, a kalocsai érsekségtől való elszakadás óta ő volt az első magyar nemzetiségű püspök, ami kiváltott ellenállást. A magyar papok is nagy elvárásokat támasztottak vele szemben. Emellett erre az időszakra esett a délszláv háború is. A sok feszültség megviselte az egészségét, de orvosi segítséggel tovább tudta végezni feladatát. Részben betegsége miatt a bérmálást részben megbízottjai végzik.
1998-tól a püspöki konferencia elnökhelyettese, a liturgikus és szerzetesi tanács elnöke volt.
Püspöki szolgálata alatt épült néhány templom az egyházmegyében, köztük a 2017-ben felszentelt Lisieux-i Kis Szent Teréz-emléktemplom.
2020. szeptember 8-án Ferenc pápa elfogadta lemondását a Szabadkai Egyházmegye éléről, és utódjául kinevezte Slavko Večerint, aki idáig a Szabadkai Egyházmegye általános helynöke volt.

## Művei
- Vasárnapi szentmise (1984)
- A házszentelés jelentősége (1985)
- Hittel élni jó: kézikönyv az ifijúsági csoport számára (Szabadkai Egyházmegye Hitoktatási Tanácsa, Horgos, 1987)
- Szent Ágoston: De catechizandis rudibus. A képzetlenek hitre neveléséről (ford.; Patrisztikus füzetek, Agapé, Újvidék, 2001)[1]